# Habronyx baibarensis
Habronyx baibarensis là một loài tò vò trong họ Ichneumonidae.